# Martin Derganc
Martin Derganc, nacido el 20 de marzo de 1977 en Novo Mesto, es un ciclista esloveno ya retirado.

## Palmarés
1999
- Coppa della Pace

2000
- Vuelta a Eslovenia
- Tour de Croacia

2001
- Campeonato de Eslovenia en Ruta

2002
- 1 etapa de la Vuelta a Austria

2003
- Brixia Tour, más 1 etapa

## Resultados en las grandes vueltas
| Carrera         | 2000 | 2001 | 2002 | 2003  | 2004  |
| --------------- | ---- | ---- | ---- | ----- | ----- |
| Giro de Italia  | -    | -    | 95.º | -     | 127.º |
| Tour de Francia | -    | -    | -    | -     | -     |
| Vuelta a España | -    | -    | Ab.  | -     | -     |
| Mundial en Ruta | -    | -    | -    | 103.º | -     |